# Greenwich Time Signal

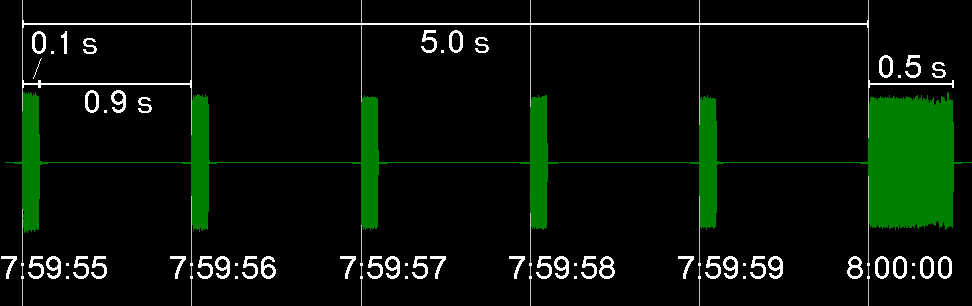
Gràfica dels sis Pips.

El  Greenwich Time Signal  (abreujat com  GTS ), popularment conegut com  The Pips  ( Els "pip"s ), són una sèrie de tons breus audibles que marquen el temps en les transmissions de la BBC Radio al final de cada hora. L'ús d'aquests senyals també s'ha difós a altres emissores a nivell mundial.

## Estructura
| GTS Time Signal |
|                 |
| Els sis "pip"s  |
|                 |

Consisteix en sis "pips" curts, que sonen en els 5 segons anteriors a l'hora i durant l'inici de l'hora. Cada "pip" és un to d'1 kHz, els cinc primers tenen una durada d'una dècima de segon, i l'últim "pip" dura mig segon. El moment que l'hora canvia, és quan comença l'últim "pip".
Quan ocorre el segon intercalar (exactament un segon abans de la mitjanit), és indicat amb un setè "pip". En aquest cas el primer "pip" passa a les 23:59:55 i el sisè "pip" curt passa a les 23:59:60 seguit pel "pip" llarg a les 00:00:00. Aquest segon també és l'explicació que l'últim "pip" és més llarg que els altres.
Malgrat que normalment aquest senyal es transmet amb l'hora, a vegades el senyal se sol emetre també en els minuts 15, 30 i 45 de cada hora.

## BBC Radio 4 en Ona llarga
Des de 1924, el  GTS  s'usa a diverses emissores ràdio de la BBC en diversos moments del dia. Però, és l'emissora BBC Radio 4, que com a successora del BBC Interior Service ha pres l'obligació de difondre el senyal horari a la nació i qui de manera regular emet els famosos "pip"s. La BBC Ràdio 4 emet els "pip"s sonors que indiquen l'hora en FM, DAB, internet, el satelite Astra 28,2 Est i en ona llarga. El  GTS  és en l'actualitat criticada per inexactitud, pel fet que si bé l'emissió és exacta, a causa del temps perdut en la decodificació dels senyals digitals, l'oient de ràdio digital o satèl·lit sent el senyal horàri amb un desfasament de diversos segons. En el cas de la recepció de ràdio analògica, el desfasament depèn exclusivament de la distància entre l'oient i és de només unes dècimes de segon o inferior. Malgrat això, l'únic senyal  GTS  que la BBC garanteix ser exacta quan la rep l'oient, és la de BBC Radio 4 en ona llarga quan l'oient es troba a Londres (a unes 100 milles de l'emissora). L'emissora analògica en ona llarga de BBC Radio 4 emet des Droitwich en la freqüència de 198 kHz i és la més potent del Regne Unit. Aquesta emissora cobreix la major part d'Anglaterra, Gal·les, el Benelux i part d'Alemanya Occidental i Nord de França. El senyal  GTS  s'alimenta en l'actualitat del senyal horari que emet l'emissora MSF60 del NPL i constitueix el mètode indirecte més popular de difusió del senyal horari del NPL.
A més a més de l'emissió sonora  GTS  l'emissora BBC Radio 4 en ona llarga tambéemet un senyal horari en forma de dades usant modulació de fase. El MSF60 també alimenta aquest senyal de dades. Aquest senyal horari en forma de dades constitueix el precedent històric del MSF60. No obstant això, malgrat la seva antiguitat, el senyal de dades en modulació de fase de la BBC Radio 4 en ona llarga encara s'usa per controlar i donar l'hora als sistemes britànics de calefacció "Economy 7".